# Cy Endfield
Cy Endfield, nacido Cyril Raker Endfield  (Scranton, 10 de noviembre de 1914-Warwickshire, 16 de abril de 1995) fue un cineasta estadounidense. Acusado por el Comité de Actividades Antiestadounidenses de ser comunista, fue puesto en la lista negra y excluido de los estudios de Hollywood, lo que lo hizo emigrar al Reino Unido para poder continuar su carrera.
A lo largo de su carrera dirigió treinta y una películas, de entre las que destacan The Sound of Fury de (1950), La isla misteriosa (1961), basado en la novela de Julio Verne, y Zulú (1964), que llevó a la fama al actor británico Michael Caine.
Endfield era un fanático del ilusionismo y llegó a enseñar algunos trucos a Orson Welles, que también seguía esa arte. Su última película fue  Soldado universal, en la cual él también actuó, junto a George Lazenby, el actor australiano que personificó a James Bond una única vez en On Her Majesty's Secret Service, de 1969.

## Filmografía
- Nostradamus IV (1944): cortometraje
- Radio Bugs (1944): cortometraje
- Tale of a Dog (1944): cortometraje
- Dancing Romeo (1944): cortometraje
- The Great American Mug (1945): cortometraje
- Magic on a Stick (1946): cortometraje
- Our Old Car (1946): cortometraje
- Gentleman Joe Palooka (1946)
- Stork Bites Man (1947)
- The Argyle Secrets (1948)
- Joe Palooka in the Big Fight (1949)
- The Underworld Story (1950)
- The Sound of Fury (1950)
- Colonel March Investigates (1952)
- Tarzan's Savage Fury (1952)
- The Limping Man (1953) (acreditado como Charles De Latour)
- Impulse (1954)
- The Master Plan (1955) (acreditado como Hugh Raker)
- The Secret (1955)
- Colonel March of Scotland Yard (1956): serie de televisión
- Child in the House (1956)
- Ruta infernal (Hell Drivers) (1957) (acreditado como C. Raker Endfield)
- Sea Fury (1958)
- Jet Storm (1959)
- La isla misteriosa (Mysterious Island) (1961)
- Zulú (Zulu) (1964)
- Hide and Seek (1964)
- Las arenas del Kalahari (Sands of the Kalahari) (1965)
- De Sade (1969)
- Soldado universal (Universal Soldier) (1971)